# Bengt Åhslund
Bengt Axel August Åhslund, född 16 juni 1920 i Sala stadsförsamling i Västmanlands län, död 20 maj 2012 i Eds församling i Stockholms län, var en svensk militär.
Åhslund avlade studentexamen 1939. Han avlade officersexamen vid Kungliga Krigsskolan 1942 och utnämndes samma år till fänrik vid Livregementets husarer. Han studerade vid Kavalleriofficersskolan 1945–1946 och därefter vid svenska Kungliga Krigshögskolan liksom vid dess franska motsvarighet. Han befordrades 1951 till ryttmästare samt 1956 till kapten i Generalstabskåren. Han tjänstgjorde som instruktör i fallskärmsjägartjänst vid Karlsborgs luftvärnsregemente och tjänstgjorde 1957–1961 vid Svea livgarde. År 1961 befordrades han till major och var lärare i militärhistoria vid Militärhögskolan 1961–1966 samt befordrades till överstelöjtnant 1964. Han tjänstgjorde vid Älvsborgs regemente 1966–1968. Åren 1968–1970 var han chef för Militärhistoriska avdelningen vid Militärhögskolan. Han lämnade krigsmakten 1970 och avlade filosofie kandidatexamen 1971. Han tjänstgjorde i Neutrala nationernas övervakningskommission i Korea 1967–1970 och 1973–1974.
Åren 1975–1980 var han president i Internationella militärhistoriska kommissionen. Han föreläste vid en rad universitet i Asien och deltog i många internationella historiska och militärhistoriska konferenser. Åhslund var också militär medarbetare i Upsala Nya Tidning samt i svenska och utländska facktidskrifter.
Bengt Åhslund invaldes 1965 som ledamot av Kungliga Krigsvetenskapsakademien. Han blev riddare av Svärdsorden 1961.